# Светлана Матић
Светлана Матић (Београд, 19. јун 1966) српска је књижевница и педагог. Пише поезију, прозу и уџбенике на српском и немачком језику. Предаје бошњачки, хрватски и српски језик у бечким школама.

## Биографија
У Београду је 1987. године завршила Педагошку академију за образовање наставника разредне наставе, а 1993. педагогију на Филозофском факултету. Поседује и диплому Више теолошко-педагошке школе у Штреберсдорфу, чиме је 2014. стекла звање наставника православне веронауке, и лиценце осигуравајућег заступника за рад у Србији, Хрватској и Аустрији.
Након искуства рада у струци у ОШ „Вук Караџић” у Рипњу и ОШ „Филип Филиповић” у Београду, одлази у Беч, где је десет година радила као директор маркетинга Радио „Телефона 1510” – једног од најпознатијих српских медија у Аустрији. Данас је ангажована као педагошки саветник у Школској дирекцији града Беча, у саветовалишту „Фабе”, у којем је задужена за децу-мигранте са простора бивше Југославије, која имају потешкоћа у учењу и понашању.
Неретко учествује на стручним и научним скуповима, а такође је и сарадник са педагошким часописима, попут „Учитеља”, „Просветног прегледа”, „Наставе и васпитања”, „Споји” и другим.
Написала је једанаест уџбеника и књига поезије и прозе. Редовна је чланица Удружења књижевника Србије, Матице српске, Удружења „Милутин Миланковић”, СПКД „Просвјета” Аустрија, Удружења писаца „Седмица” из Франкфурта, дописни члан Одељења друштвених наука Српске краљевске академије иновационих наука (СКАИН) и потпредседница Удружења „Вукова породица”. Оснивач је и прва председница Аустријско-српског културног друштва „Вилхелмина Мина Караџић”.
Одликована је златном Медаљом за заслуге (2024).
Живи и ради у Бечу.

## Дела

### Уџбеници
- Наш језик, буквар (Просветни преглед, Београд, 2010)
- Наставни листови за наставу на матерњем језику (Просветни преглед, Београд, 2010)
- Taufe als Thema im orthodoxen Religionsunterricht (Крштење у настави православне веронауке) (Akademikerverlag, Сарбрикен, 2015)

### Поезија и проза
- Дечји бисери, читанка (ауторско издање, Београд, 2011)
- Игра – Књига за децу и одрасле, поезија (ауторско издање, Београд, 2013)
- О љубави с љубављу – Дечји искази и афоризми о љубави, коаутор: Александар Чотрић (Пчелица, Чачак, 2014)
- Мајка – Песме за децу и одрасле / Mutter – Gedichte für Kinder und Erwachsene, поезија на српском и немачком језику (ауторско издање, Беч, 2016)
- Певам дању, певам ноћу – Писма Мини Караџић (Банатски културни центар, Ново Милошево и СПКД „Просвјета” Аустрија, Беч, 2018)
- Ich dichte am Tag, dichte in der Nacht – Briefe an Mina Karadžić (Југословенско-немачко културно-уметничко друштво „Хилден”, Хилден, 2018)
- Поздрав Милици Стојадиновић Српкињи, биографија (Прометеј, Нови Сад, 2019)
- Срби у Аустрији, монографија, коаутор: Марко Лопушина (Прометеј, Нови Сад, 2019)

## Награде и признања
- На VII Вуковом педагошком сабору у Тршићу 2009. године Светлана Матић је добила престижно признање „Вукова повеља”, које јој је доделио Педагошки покрет Србије за врхунска остварења у развоју образовања и националне културе.[8][9]
- Као реализаторку многих релеватних пројеката, којим је подстакнуто очување матерњег језика и културног идентитета ученика, али и двојезичност, посебним признањем наградило ју је Министарство за образовање, уметност и културу Републике Аустрије и „KulturKontakt Austria” 2010.
- За изузетно залагање и ангажовање у школској педагошкој пракси, те 2010. јој је уручена и награда Бечког школског савета, а 2011. специјално признање за успешан саветодавно-педагошки рад од стране аустријских власти.
- Министарство вера и дијаспоре Републике Србије и Културно-просветна заједница Србије овенчали су 2012. Светлану Матић „Златном значком” за несебичан и дуготрајан рад и стваралачки допринос у развоју културних делатности. Исте године, за читанку „Дечји бисери” признање јој је Специјалном плакетом за стваралаштво у дијаспори „Сима Цуцић” одало Удружење „Банатски културни центар” из Новог Милошева. То удружење, заједно са Културно-просветном заједницом општине Сечањ, даровало је специјалном наградом и Светланину песму „Стаза којом ходаш”.
- Одбор за дијаспору и Србе у региону Народне скупштине Републике Србије уделио јој је 2014. Плакету за зближавање матице и дијаспоре.
- Редакција књижевног часописа за децу „Витез” и Београдски фестивал писаца за децу „Витезово пролеће” уврстили су је у ред добитника 2015. „Златне повеље” за изузетан и драгоцен допринос улепшавању света детета.
- Уследили су: Признање нишке Канцеларије за сарадњу са дијаспором за једног најбољих дописника из дијаспоре (2015), Признање „Амбасадор Песничке републике за Аустрију” Банатског културног центра (2016), Књижевна награда „Михајло Ћуповић” Удружења књижевника Србије и Књижевне заједнице Златиборског округа у Београду за укупан допринос књижевности за децу (2016) и Признање „Пријатељ сатире за дијаспору” Београдског афористичарског круга (2017).
- Лауреаткиња је и Награде „Растко Петровић” за 2018. Матице исељеника и Срба у региону, за дело „Певам дању, певам ноћу – Писма Мини Караџић”.[10]
- Златна Медеља за заслуге, Република Србија, 2024.